# 내 어깨를 봐 탈골됐잖아
《내 어깨를 봐 탈골됐잖아》는 대한민국의 텔레비전 및 유튜브 예능 프로그램으로 2022년 8월 26일부터 2023년 1월 13일까지 tvN과 유튜브 채널 십오야에서 방영하였다.

## 개요
언제까지 어깨춤을 추게 할거야 후속으로, 규현이 잔류했으며 은지원과 송민호가 합류하였다.

## 출연진
- 규현
- 은지원
- 송민호[1]

## 게스트
- 1화 : 송민호
- 2화 : 더보이즈 주연
- 3화 : ITZY 예지, 리아
- 4화 : 스윙스
- 5회 ~ 6회 : 마마무
- 6회 ~ 7회 : 보고싶다 술친구야 특집[2]
- 8회 ~ 9회 : 없음
- 10회 ~ 11회 : 딘딘[3]
- 12회 ~ 13회 : 없음